# 喜久田ゆい
喜久田 ゆい（きくた ゆい、英語表記: Yui Kikuta、12月22日 - ）は、日本の漫画家。女性。以前は浅野 伽々（あさの きゃきゃ）の名義で活動していた。

## 経歴
2000年、浅野伽々名義で「風のうた」で第25回アテナ新人大賞新人賞を受賞。『ザ花とゆめ』（白泉社）同年6月1日号に掲載された「月明りにてらされて」でデビュー。種村有菜のアシスタントをしていたが、後述の再デビューに伴い卒業。
2006年、喜久田ゆい名義で、第6回ZERO-SUMコミック大賞にて「Trick*of*Treat」で読者大賞を受賞。『コミックZERO-SUM』（一迅社）同年9月号にデビュー作が掲載された。2007年、『コミックZERO-SUM』8月号から2009年10月号まで掲載された『少年羽狩人』で初連載。2008年11月、出産。
2021年、コミカライズ版を担当した『虫かぶり姫』(※作画担当、原作：由唯、キャラクター原案：椎名咲月)が全国書店員が選んだおすすめ少女コミック2021 4位受賞。

## 作品リスト
喜久田ゆい名義
- Trick*of*Treat（『コミックZERO-SUM』2006年2月号に受賞候補作として掲載）
- 僕とカラクリ（『コミックZERO-SUM』2006年9月号掲載。再デビュー作）
- イライラ少年と執事の憂鬱（Arcana第1回「執事」掲載）
- 夢々の館（『コミックZERO-SUM増刊WARD』2007年1月号掲載）
- 我儘なカラクリ（『コミックZERO-SUM』2007年4月号掲載。僕とカラクリの続編）
- 少年羽狩人（『コミックZERO-SUM』2007年8月号 - 2009年10月号）
- 魔法使いの猫（『コミックZERO-SUM』2010年1月号[4] - 2013年4月号連載）
- 星の雨　月の下僕（『コミックZERO-SUM』2013年10月号 - 2014年12月号連載）
- 瞬間ライル（『コミックZERO-SUM』2015年12月号[5] - 2018年6月号[6]）※作画担当、原作：種村有菜
- 虫かぶり姫（『コミックZERO-SUM』2018年10月号[7] - 連載中）※作画担当、原作：由唯、キャラクター原案：椎名咲月

浅野伽々名義
- 月明りにてらされて（『ザ花とゆめ』2000年6月1日号掲載。デビュー作）

## 刊行作品
いずれも喜久田ゆい名義
- 少年羽狩人（全4巻）
- 魔法使いの猫（全5巻）
- ある日、魔女が世界を滅ぼした（全1巻）※短編集
- 星の雨 月の下僕（全2巻）
- 瞬間ライル（全4巻）
- 虫かぶり姫（既刊10巻）

### アンソロジー
- ゼロサムオリジナルアンソロジーシリーズArcana5 和風/侍
- 虫かぶり姫　公式コミックアンソロジー〜君は僕の宝物〜
- 溺愛令嬢は旦那さまから逃げられません…っ アンソロジーコミック: 3

### その他
- ストレンジ・プラス14巻特装版小冊子（2014年、イラスト[8]）
- 誤解された『身代わりの魔女』は、国王から最初の恋と最後の恋を捧げられる（著：十夜、SQEXノベル、挿絵）

## 同人活動
種村有菜の『りぼん』（集英社）の初期からのレギュラーアシスタントで、同じくアシスタントの水瀬藍との合同同人サークル・Strawberry Lunch（水瀬の商業デビューに伴い、2006年活動停止）を運営していた。